# Professor Jay
 (novembre 2020).
Si vous disposez d'ouvrages ou d'articles de référence ou si vous connaissez des sites web de qualité traitant du thème abordé ici, merci de compléter l'article en donnant les références utiles à sa vérifiabilité et en les liant à la section « Notes et références ».
Joseph Haule (né le 29 décembre 1975) est un artiste de hip-hop tanzanien, mieux connu sous son nom de scène Professor Jay.

## Vie musicale
Professeur Jay a commencé ses activités musicales en 1990 et a rejoint le groupe Hard Blasters Crew (HBC) en 1994.
En 1995 Jay et HBC ont été désignés comme étant les meilleurs du groupe hip-hop en Tanzanie. Leur album Funaga, travaillé en 2000, est considéré comme le point de départ de la révolution de la musique hip-hop en Tanzanie. L'album contient des chansons avec messages plus significatifs («Mamsapu») et a contribué énormément à l'essor du genre musical appelé Bongo Flava. Toute la génération en attribue le respect. Avant cette musique semble être une hooligans musicale.

## Prix reçus
1. Kili Music Awards (2003)
2. BBC, Radio One Awards (2006)
3. Kili Music Awards (2006)

## Albums
1. Izack mangesho (2014)
2. Aluta Continua  (2007)
3. J.O.S.E.P.H.    (2006)
4. Mapinduzi Halisi (2003)
5. Machozi Jasho na Damu (2001)

## Collaboration et apparitions
1. Lady Jay Dee. (Bongo Dar es Salaam na Nimeamini)
2. Mc Babu Ayubu.   (Ndio Mzee)
3. Juma Nature.  (Ndio Mzee et Zali la Mentali)
4. Q Chillah.     (Msinitenge)
5. Inspector Haroun. (Hakuna Noma)
6. Simple X.          (Piga Makofi et Hakuna Noma)
7. José Chameleone.    (Ndivyo Sivyo - originaire de l'Ouganda)